# Маттео II Орсіні
Маттео II Орсіні (італ. Matteo Orsini, грец. Ματθαίος Β΄ Ορσίνι; д/н — 1259 або 1264) — пфальцграф Кефалонії та Закінфу в 1238—1259/1264 роках.

## Життєпис
Походив з римського шляхетського роду Орсіні. Син Маттео I та доньки Маргарита до Бріндізі. 1227 або 1228 року батько влаштував шлюб Маттео з сестрою епірського деспота Феодора Комнін Дуки.
1238 року Маттео спадкував владу. Продовжив політику попередника, маневруючи між Сицилійським королівство, Ахейським князівство, Венецією та Епірським деспотатом. 1239 року приєднався до свого сюзерена Жоффруа II де Віллардуена, князя Ахеї, що рушив на допомогу латинській імперії, проти якого вів наступ нікейський імператор Іоанн III Дука Ватац.
1248 року відгукнувся на заклик нового ахейського князя Вільгельма II, що взяв в облогу грецьку фортецю Монемвасію на південному сході Пелопоннесу, облога якої тривала до 1251 року й завершилася успіхом хрестоносців.
Точний рік його смерті Маттео II Орсіні невідомий: за різними відомостями це сталося 1259 або 1264 року. Йому спадкував син Ріккардо.

## Родина
2. Дружина — Анна, донька Іоанна Дуки Ангела, себастократора
Діти:
- донька, дружина Вільгельма, сина Жоффруа де Мері, коннетабля Латинської імперії
- Ріккардо (д/н—1304), пфальцграф Кефалонії та Закінфу
- Теодоро, можливо як Феодосій IV патріарх Антіохійської мелькітської церкви.
- донька, дружина Балдуїна де Ена